# Vlaštovka bělokostřecová
Vlaštovka bělokostřecová (Tachycineta leucorrhoa) je druh ptáka z čeledi vlaštovkovití. Popsán byl francouzským ornitologem Louisem Vieillotem v roce 1817 a dlouhodobě byl považován za poddruh vlaštovky chilské (Tachycineta meyeni). Vyskytuje se v Argentině, Bolívii, Brazílii, Paraguayi, Peru a Uruguayi. Jeho přirozenými stanovišti jsou suché savany, pastviny, okraje lesů a subtropické nebo tropické sezónně vlhké nebo zaplavené nížinné louky. Svá hnízda obvykle buduje v dírách ve stromech, případně v umělých konstrukcích, jako jsou plotové sloupky nebo okapy budov. Rozmnožuje se v období od října do prosince v Brazílii a od října až do února v Argentině.